# .lt
.lt је највиши Интернет домен државних кодова (ccTLD) за Литванију.